# 1595 en santé et médecine
| Années de la santé et de la médecine : 1592 - 1593 - 1594 - 1595 - 1596 - 1597 - 1598    |
| Décennies de la santé et de la médecine : 1560 - 1570 - 1580 - 1590 - 1600 - 1610 - 1620 |

Cet article présente les faits marquants de l'année 1595 en santé et médecine.

## Événements
- Une première chaire de médecine est instituée à Uppsala en Suède ; elle restera vacante jusqu'à la nomination, en 1613, de Johannes Chesnecopherus (sv)[1].
- Henri IV fonde au Collège royal une chaire d'Anatomie, botanique et pharmacie, la dernière des « quatre chaires relatives aux savoirs médicaux créées entre 1542 et 1595 », après deux de Médecine et une de Chirurgie, et son premier titulaire est Pierre Ponçon († 1603[2]).
- Jacob Horst (1537-1600), professeur à Helmstadt et médecin de Rodolphe II, archiduc d'Autriche,  publie l'« Histoire d'une dent d'or survenue à un jeune enfant vivant en Silésie » qui, rapportée et commentée par Fontenelle dans son Histoire des oracles (1687), deviendra « un texte emblématique de la critique philosophique de la superstition et de la crédulité[3],[4] ».

## Naissances
- 13 juin : Jan Marek Marci (mort en 1667), médecin, scientifique et philosophe tchèque[5].
- Johann  Schultes (mort en 1645), chirurgien allemand, auteur d'un Armamentarium chirurgicum (« Arsenal de chirurgie »), ouvrage sur la chirurgie de guerre, illustré de quarante gravures et  qui ne sera publié qu'à titre posthume, en 1653[6].

## Décès
- Alfonso Ferri (né vers 1515), chirurgien italien, professeur à Rome, auteur en 1552, d'un important ouvrage sur le traitement des blessures par arquebuse[7],[8].
- Anuce Foës (né en 1528), médecin et helléniste messin, traducteur et éditeur des œuvres complètes d'Hippocrate[9],[10].